# Carouxella
Carouxella är ett släkte av svampar. Carouxella ingår i familjen Harpellaceae, ordningen Harpellales, divisionen oksvampar och riket svampar.
|            | Stachylina                                                                        |
|            |                                                                                   |
|            | Harpella                                                                          |
|            |                                                                                   |
|            | Harpellomyces                                                                     |
|            |                                                                                   |
|            | Stachylinoides                                                                    |
|            |                                                                                   |
| Carouxella | \| \| Carouxella scalaris \| \| \| \| \| \| Carouxella coemeteriensis \| \| \| \| |
|            | \| \| Carouxella scalaris \| \| \| \| \| \| Carouxella coemeteriensis \| \| \| \| |
|            | Carouxella scalaris                                                               |
|            |                                                                                   |
|            | Carouxella coemeteriensis                                                         |
|            |                                                                                   |

|  | Carouxella scalaris       |
|  |                           |
|  | Carouxella coemeteriensis |
|  |                           |